# Beccarinda sinensis
Beccarinda sinensis là một loài thực vật có hoa trong họ Tai voi. Loài này được (Chun) B.L.Burtt mô tả khoa học đầu tiên năm 1955.